# Friderikova cerkev
Friderikova cerkev (dansko Frederiks Kirke), popularno znana kot Marmorna cerkev (Marmorkirken) zaradi svoje rokokojske arhitekture, je evangeličansko-luteranska cerkev v Københavnu na Danskem. Cerkev je osrednja točka okrožja Frederiksstaden; stoji zahodno od palače Amalienborg.

## Zgodovina in opis
Cerkev je zasnoval arhitekt Nicolai Eigtved leta 1740 in je bila skupaj s preostalim Frederiksstadnom, okrožjem Københavna, namenjena počastitvi 300. jubileja prvega kronanja člana rodbine Oldenburg.
Friderikova cerkev ima največjo cerkveno kupolo v Skandinaviji z razponom 31 m. Kupola sloni na 12 stebrih. Navdih je bila verjetno bazilika svetega Petra v Rimu.
Temeljni kamen je postavil kralj Friderik V. Danski 31. oktobra 1749, vendar so gradnjo upočasnili proračunski rezi in smrt Eigtveda leta 1754. Leta 1770 je prvotne načrte za cerkev opustil Johann Friedrich Struensee. Cerkev je ostala nedokončana in je kljub številnim pobudam za dokončanje skoraj 150 let stala kot ruševina.
Leta 1874 je Andreas Frederik Krieger, takratni danski finančni minister, prodal ruševine nedokončane cerkve in cerkveni trg Carlu Frederiku Tietgenu za 100.000 rigsdalerjev - od tega noben ni bil plačan v gotovini - pod pogojem, da bo Tietgen zgradil cerkev v slogu, podobnem prvotnim načrtom, in jo podaril državi, ko bo dokončana, medtem ko je v zameno pridobil pravice do razdelitve sosednjih parcel za razvoj.
Dogovor je bil takrat zelo sporen. 25. januarja 1877 je Folketing vložil tožbo pri sodišču za obtožbo (dansko Rigsretten), Kriegerja pa so obtožili korupcije zaradi tega posla. Vendar je bil na koncu oproščen.
Tietgen je pridobil Ferdinanda Meldahla za načrtovanje cerkve v končni obliki in financiral njeno gradnjo. Zaradi finančnih omejitev so prvotne načrte, da bi bila cerkev skoraj v celoti zgrajena iz marmorja, zavrgli, Meldahl pa se je odločil za gradnjo iz apnenca. Cerkev je bila končno odprta za javnost 19. avgusta 1894.
Na entablaturi sprednjega portika so z zlatimi črkami izpisane besede: HERRENS ORD BLIVER EVINDELIG (danščina »Gospodova beseda pa ostane na veke.« – 1. Pt 1,25).
Niz kipov uglednih teologov in cerkvenih osebnosti, vključno z enim od uglednih danskih filozofov Kierkegaarda (ki je, mimogrede, do konca svojega življenja postal zelo kritičen do uveljavljene cerkve), obdaja stavbo.

## Arhitektura in pomembne lastnosti
- Jardinov prvotni načrt za cerkev
- Prerez Jardinove cerkve
- Ruševine nedokončanega vhoda ca. 1875
- Primerjava med Jardinovo (črno) in Meldahlovo (belo) »Frederikovo cerkvijo«
- Sprednji vhod
- Zunanji detajl
- Kupolasta lantern
- Notranjost
- Notranjost kupole
- Vitraž z upodobitvijo angela
- Orgle
- Oltar
- Angel, ki kaže na Agnus Dei nad oltarjem
- Spomenik kamnosekom, ki so padli pri gradnji cerkve